# Podul (film din 1969)
Podul (în sârbocroată Most, cu caractere chirilice: Мост) este un film din 1969 cu partizani iugoslavi regizat de Hajrudin Krvavac. Rolurile principale au fost interpretate de actori Velimir „Bata” Živojinović, Slobodan Perović, Boris Dvornik și Igor Galo.
Ca și Valter apără Sarajevo, acest film a fost foarte popular și în Republica Populară Chineză. Filmul a fost popular și în Uniunea Sovietică, mai ales cântecul partizanilor italieni din film, „Bella ciao”.

## Rezumat
În 1944, Standartenführer⁠(d)ul Hoffmann este atașat, ca măsură de securitate suplimentară, la un pod extrem de important de lângă granița iugoslavă cu Grecia, în timp ce forțele germane se retrag din Grecia. Hoffmann vrea să adopte o abordare proactivă față de amenințările partizanilor iugoslavi, dar Oberst⁠(d) von Felsen, cu care Hoffman se întărește, nu este de acord.
Între timp, partizanii vor să distrugă podul pentru a preveni intrarea trupelor germane în țară și a slăbi o operațiune planificată cu 5.000 de oameni. Un ofițer partizan poreclit „Tigrul” are sarcina de a distruge podul în maxim șapte zile. Dintre partizani, el recrutează un asasin poreclit „Tihi”, un tânăr luptător poreclit „Bambino” și pe Zavatoni, un expert în demolări din Sardinia și mentorul lui Bambino.
Grupul îl recrutează pe Mane, un antreprenor dubios care îi duce la casa inginerului care a proiectat podul. Podul este prea robust pentru a fi demolat fără cunoștințele complicate despre structura sa. Aceștia îl salvează de agenții Gestapo, dar inginerul trebuie să fie forțat să meargă cu ei atunci când află care le este planul. 
La punctul de întâlnire unde trebuie să li se alăture ultimul membru, ei o găsesc pe sora lui Jelena, care le spune că fratele ei a fost prins de germani. Sunt forțați să plece împreună când o patrulă germană îi descoperă. În timp ce evadează în mlaștini, inginerul încearcă să fugă, dar își dă seama că germanii îl vor ucide. Bambino este rănit flancând urmăritorii. Neputând să-l salveze pe Bambino, Zavatoni îl ucide pe el dar și pe germani cu dinamită.
Cu toate acestea, ei sunt curând capturați de o altă patrulă sub conducerea Obersturmführerului Faust. Chiar înainte de a fi executați de către plutonul de execuție, Faust îi împușcă pe ceilalți soldați și le spune că este de partea partizanilor. Folosind uniforme germane și un camion, ei reușesc să se apropie de pod. Poposesc în casa unuia dintre contactele lui Mane pentru a afla unde sunt depozitați explozivii și pentru a-și informa superiorii. Fără cunoștința grupului, mesajul este interceptat de germani și contactul lor este ucis în acea noapte. 
A doua zi, trupele lui Hoffman atacă casa și găsesc un mesaj lăsat de o cârtiță infiltrată în grup care dezvăluie ascunzătoarea explozibililor. Hoffman reușește să ascundă explozibilii la o mănăstire din apropiere înaintea grupului de partizani, dar nu poate opri o călugăriță să-i avertizeze despre ambuscadă.
Disperat, grupul încearcă să afle cine este cârtița, în mare parte dând vina pe Jelena. Faust se oferă să încerce să găsească alți explozivi, dar se dezvăluie că a urmat ordinele lui Hoffman. Îi conduce pe soldații germani înapoi pe urmele grupului, dar trupele sale sunt prinse în ambuscadă și el este capturat. Tigrul le dezvăluie că i-a spus doar lui Faust ora exactă a transmisiei lor radio, ceea ce l-a dat de vileag ca fiind trădătorul. Folosind uniformele germane și camionul furat, ei se infiltrează în tabăra germană de lângă pod, recuperează explozivii și îl forțează pe Hoffman sub amenințarea armei să cheme trupele la o adunare. Inginerul se răzgândește și îi spune lui Zavatoni cum să planteze explozivii sub pod. Von Felsen este suspicios, dar trebuie să plece și să se întâlnească cu generalul responsabil cu forțele în retragere pentru a le ghida peste pod.
Un apel telefonic distruge acoperirea partizanilor și Mane este ucis. Tigrul îl ucide pe Faust pe pod, dar Zavatoni este ucis înainte să poată declanșa explozia. Inginerul fuge pe pod, urmărit de Hoffman care a scăpat. Inginerul folosește detonatorul pentru a arunca în aer podul înainte ca germanii în retragere să poată trece. În final, supraviețuitori din ambele tabere se plâng că un pod atât de frumos a fost distrus.

## Distribuție
- Bata Živojinović – Maior „Tigrul”
- Slobodan Perović⁠(d) –  Inginerul
- Boris Dvornik – Giuseppe Zavatoni
- Relja Bašić⁠(d) – Sova / Obersturmführer Kautz
- Sibina Mijatović – Jelena
- Boro Begović – Tihi („Mutul”)
- Jovan Janićijević Burduš⁠(d) – Mane Švercer („Contrabandistul”)
- Igor Galo⁠(d) – „Bambino” („Copilul”)
- Wilhelm Koch-Hooge⁠(d) – Oberst Mark von Felsen
- Hannjo Hasse⁠(d) – Standartenführer Hoffmann
- Fred Delmare⁠(d) – soldat Schmidt
- Jovan Milićević –  colonel iugoslav
- Dušan Janićijević⁠(d) – maior iugoslav
- Demeter Bitenc⁠(d) – Untersturmführer Nimayer
- Maks Furijan – German General
- Veljko Mandić⁠(d) – German NCO
- Slobodan Velimirović – Reinecker (nemenționat)

## Producție
În filmul său, Krvavac s-a inspirat tematic din filmul său alb-negru anterior Diverzanti⁠(d) (1967), dar și din filme de la Hollywood și alte filme occidentale de război, în primul rând Tunurile din Navarone (1961), dar și din westernuri. Intriga sa a fost în mare parte orientată spre acțiune, cu puțin sau deloc context politic sau propagandistic.

## Primire
Este unul dintre cele mai populare filme cu partizani. 
Ca și Valter apără Sarajevo, acest film a fost foarte popular și în Republica Populară Chineză. Filmul a fost popular și în Uniunea Sovietică, mai ales cântecul partizanilor italieni din film, „Bella ciao”.